# アンドレア・カッサーラ
アンドレア・カッサラー（Andrea Cassarà、1984年1月3日- ）は、イタリアのフェンシング選手。種目はフルーレ。
ロンバルディア州パッシラーノ出身。
2004年アテネオリンピックの個人フルーレで銅メダル、団体フルーレでは金メダルを獲得した。
2011年世界選手権個人フルーレで優勝。世界ランク1位で迎えた2012年のロンドンオリンピックの個人フルーレでは3回戦で日本の太田雄貴に14-14と追いつかれ延長戦に持ち込まれたが、15-14で破った。4回戦敗退。団体フルーレでは自身2度目の金メダルを獲得。